# John Walker (Eishockeyspieler)
John „Johnny“ Walker (* 22. Januar 1964 in Iserlohn) ist ein ehemaliger deutsch-kanadischer Eishockeyspieler, der unter anderem für die Krefeld Pinguine und die Frankfurt Lions in der Deutschen Eishockey Liga (DEL) aktiv war.

## Karriere
Walker, der als Sohn eines kanadischen Soldaten in Iserlohn geboren worden war, begann seine Karriere 1985 am Northern Alberta Institute of Technology, für dessen Eishockeyteam er in der kanadischen Collegeliga Alberta Colleges Athletic Conference spielte. Während des NHL Supplemental Draft 1987 wählten ihn die Verantwortlichen der New Jersey Devils an zehnter Stelle aus. Zur Saison 1987/88 wechselte er in die American Hockey League (AHL) zu den Utica Devils, dem damaligen Farmteam der Devils. Dort konnte der Stürmer in seiner ersten Spielzeit in 65 Ligapartien 22 Scorerpunkte erzielen. 
Während der folgenden Saison 1988/89 unterschrieb Walker einen Vertrag beim ECD Sauerland, mit dem er in der Oberliga spielte. Im Sommer 1989 schloss er sich dem Krefelder EV an. Walker trug daraufhin 49 Mal das Trikot des KEV und erzielte dabei 107 Punkte. Damit gehörte er zu den erfolgreichsten Angreifern der 2. Bundesliga. Nach einer Spielzeit verließ er Krefeld im Jahr 1990 wieder und wechselte zum EV Germering aus der Regionalliga. Der Deutsche konnte erneut überzeugen und punktete in 14 Spielen 37 Mal. 
Zur Saison 1991/92 kehrte Walker nach Krefeld zum KEV zurück, der mittlerweile in der Bundesliga spielte. Anschließend stand er bis zum Jahr 2000 in Krefeld unter Vertrag und entwickelte sich in dieser Zeit zu den Publikumslieblingen und Leistungsträgern des Teams. Seine beste Spielzeit im Trikot des KEV war die Saison 1992/93, als er in 48 Spielen 63 Mal punkten konnte. Insgesamt absolvierte er 405 Spiele für den KEV in der Bundesliga und ab der Saison 1994/95 in der DEL. Im Sommer 2000 verließ Walker den Klub und schloss sich dem Ligakonkurrenten Frankfurt Lions an. Für die Lions stand er bis 2002 auf dem Eis, ehe er zum EV Duisburg in die 2. Bundesliga wechselte. Dort beendete er nach der Saison 2002/03 seine aktive Eishockeykarriere im Alter von 39 Jahren.

## Erfolge und Auszeichnungen
- 1986 Meister der Alberta Colleges Athletic Conference mit dem Northern Alberta Institute of Technology
- 1987 Meister der Alberta Colleges Athletic Conference mit dem Northern Alberta Institute of Technology
- 1989 Meister der Oberliga und Aufstieg in die 2. Bundesliga mit dem ECD Sauerland

## Karrierestatistik
(Legende zur Spielerstatistik: Sp oder GP = absolvierte Spiele; T oder G = erzielte Tore; V oder A = erzielte Assists; Pkt oder Pts = erzielte Scorerpunkte; SM oder PIM = erhaltene Strafminuten; +/− = Plus/Minus-Bilanz; PP = erzielte Überzahltore; SH = erzielte Unterzahltore; GW = erzielte Siegtore; 1 Play-downs/Relegation; Kursiv: Statistik nicht vollständig)